# Черепаший берег Изтузу
Черепаший берег Изтузу (тур. Iztuzu kaplumbağalar sahil) — бухта длиной 4 км в месте впадения реки Дальян (у города Дальян, провинция Мугла, Турция) в Средиземное море. Берег представляет собой узкую песчаную полоску шириной 120—160 м между водами Средиземного моря и пресноводной дельтой реки Дальян. Своё название бухта получила благодаря тому, что она является одним из основных мест нерестилища черепах логгерхедов (лат. Caretta caretta), которые Международным союзом охраны природы занесены в Красную книгу, как находящиеся под угрозой исчезновения. По этой причине берег Изтузу с 1988 года имеет статус охранной зоны и входит в состав специальной области охраны окружающей среды Кёйчегиз-Дальян (en:Köyceğiz-Dalyan Special Environmental Protection Area).

## История
В 1982 году появилась информация о превращении бухты в устье реки Дальян в туристическую зону с развитой инфраструктурой. Сообщалось о планах строительства гостиницы, пристани и сети бунгало. В апреле 1987 года началось строительство гостиницы «Kaunos Beach Hotel» (название обусловлено находящимся рядом античным городом Кавн) на 1800 мест. Участие в проекте приняла немецкая компания «DEG (Deutsche Finanzierungsgesellschaft für Beteiligungen в Entwicklungsländern)».

Это строительство означало гибель уникального природного места, поэтому ученые-экологи Джун Хеймофф, Дэвид Беллами, Лили Венизелос и другие развернули широкую кампанию по сохранению берега Изтузу. Началась борьба между природоохранными организациями и застройщиками, которая достигла международного масштаба. К борьбе присоединились Международный союз охраны природы, Гринпис, Всемирный фонд дикой природы, Зоологическое общество Франкфурта и другие.
Большая волна возмущения строительством поднялась в Германии, когда огласку получил факт участия в проекте немецкой компании «DEG».

Джун Хеймофф обратилась к принцу Филиппу с просьбой обратиться к премьер-министру Турции Тургуту Озалу с тем, чтобы добиться моратория на проведение строительных работ, пока не будет выдано экспертное заключение об оценке воздействия на окружающую среду. Тургут Озал объявил мораторий и строительство было приостановлено. В то же время правительство Германии выступило против участия компании «DEG» в проекте.

Конец спорам был положен в июне 1988 года, когда турецкое правительство создало специальную область охраны окружающей среды Кёйчегиз-Дальян, включив в неё и берег Изтузу.

История борьбы за сохранение уникального природного места была описана в 1997 году в книге Джун Хеймофф «Капитан Джун и черепахи».

В 2008 году берег Изтузу был провозглашен победителем в номинации Лучшее Открытое Пространство (Европа).

## Защита
На берегу Изтузу в среднем в год черепахи логгерхед создают около 300 кладок яиц. Это одно из крупнейших нерестилищ этих пресмыкающихся в Средиземноморье. Для предотвращения проблем с гнездованием черепах в 1988 году были установлены следующие правила:
- С 1 Мая по 31 октября берег закрыт для посещений с 20:00 до 08:00 ввиду недопущения создания звуковых и световых помех.
- На берег не допускаются транспортные средства и животные.
- В отмеченных зонах запрещена установка пляжных зонтиков и шезлонгов.
- В радиусе 1 мили от берега Изтузу запрещено движение любых быстроходных судов.

 Эти меры оказались успешными, несмотря на огромный рост туризма. Мониторинг программы, проводимой с 1988 года, показывает небольшое увеличение числа гнезд на берегу Изтузу.

С 2009 года для помощи в охране черепашьих гнезд привлекаются студенты Университета Памуккале. В их задачи входит поиск и отметка черепашьих гнезд, защита яиц от хищений, доставка на лечение найденных раненых черепах. В мае 2011 года Фонд Джун Хеймофф по охране берега Изтузу был награждён королевой Елизаветой II орденом Британской империи за заслуги по охране окружающей среды и защите исчезающих черепах в Турции.